# Сураж (Польша)
Сураж (Польша) (пол. Suraż, бел. Горад Сураж, подл. Сураж, Suraž) — город в Польше, входит в Подляское воеводство, Белостокский повят. Имеет статус городско-сельской гмины. Занимает площадь 33,86 км². Население — 983 человек (на 2004 год).

## История
Известен с начала XIII века как древнерусский город. Был разрушен монголами в 1241 г. возобновлён и укреплён внуком литовского князя Миндовга. В 1507 году Сигизмунд I отдал Сураж в пожизненное пользование Елене Ивановне, вдове князя Александра. В 1808 году стал заштатным городом Белостокского уезда. По данным переписи 1897 года в городе проживало 1 599 человек, в том числе поляки — 1 154, евреи — 368, русские — 75. В городе было 3 православные церкви, 2 католические и еврейские молитвенные школы. Заштатный город Гродненской губернии, Белостокского уезда.

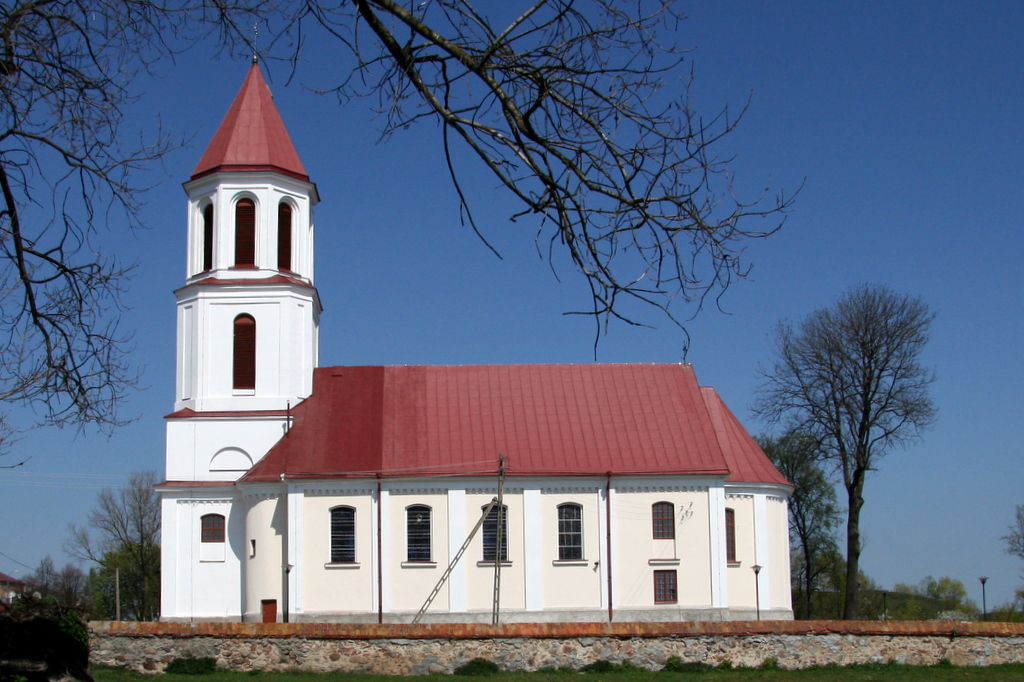
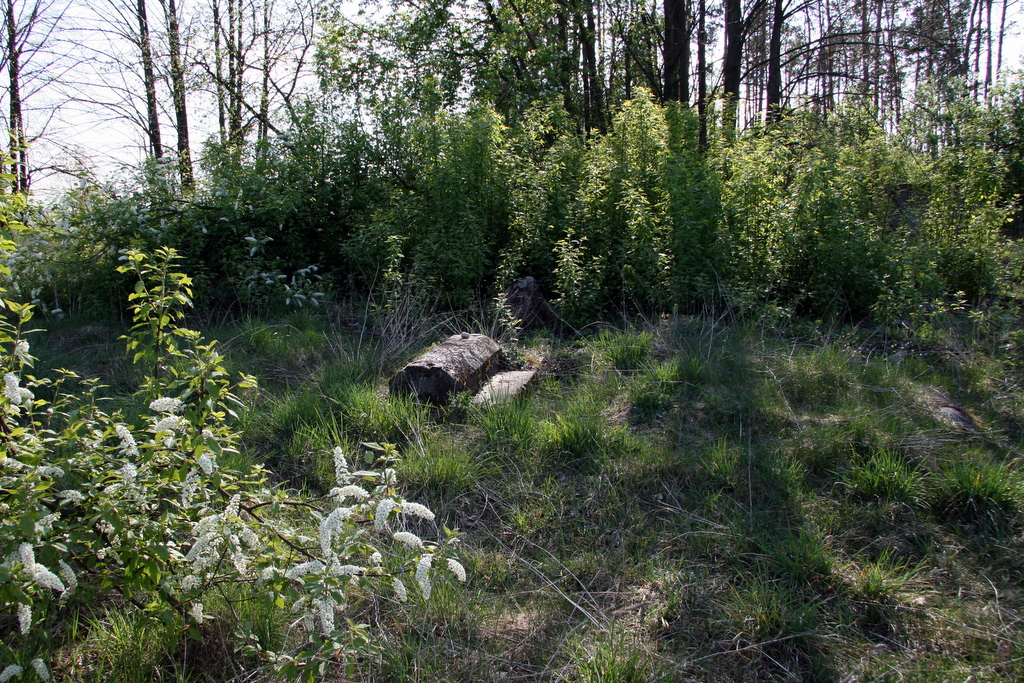
еврейское кладбище
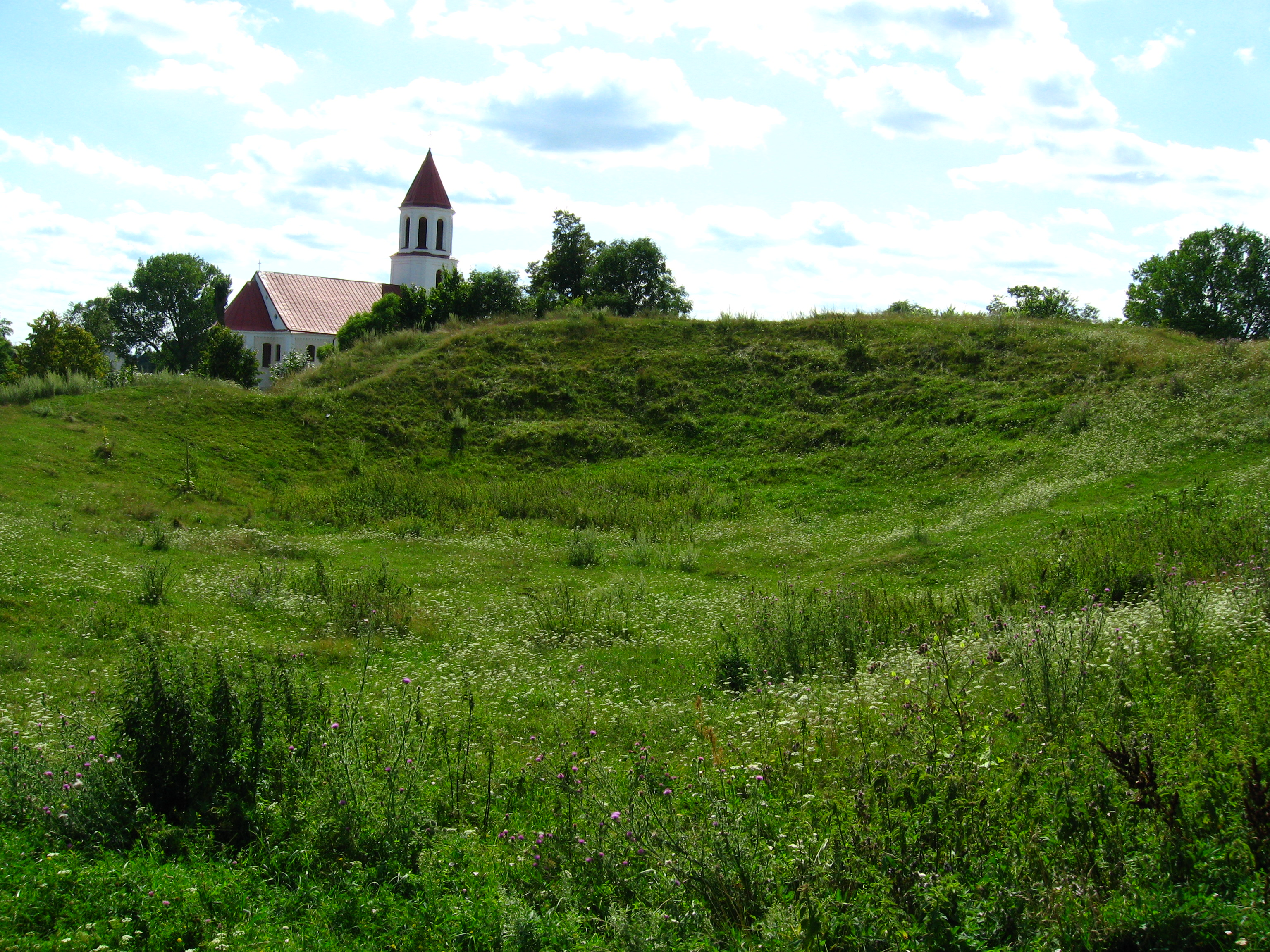